# 스에히로역
스에히로역(일본어: 末広駅)은 일본 아키타현 가즈노시에 위치한 동일본 여객철도 하나와 선의 철도역이다. 단선 승강장 1면 1선의 구조를 갖춘 지상역이다.

## 역 주변
- 국도 제103호선
- 요네시로 강

## 역사
- 1915년 12월 25일 : 아키타 철도의 게마나이역으로서 가즈노 군 니시키기 촌에 개업.
- 1916년 1월 5일 : 여객 영업 개시.
- 1920년 5월 1일 : 스에히로역으로 개칭.
- 1934년 6월 1일 : 아키타 철도 국유화에 의해, 철도성으로 이관.
- 1987년 4월 1일 : 일본국유철도 분할 민영화에 의해, 동일본 여객철도로 이관.
- 1999년 12월 4일 : 관리역이 도와다미나미역부터 가즈노하나와역으로 이관.

## 인접 역
| 동일본 여객철도 하나와 선 | 동일본 여객철도 하나와 선 | 동일본 여객철도 하나와 선 |
| ------------------------- | ------------------------- | ------------------------- |
| 도와다미나미 고마 방면    | ■ 하나와 선               | 도부카이 오다테 방면      |